# Kleinbahn Freienwalde–Zehden MT5
Der Triebwagen KFZ MT 5 war ein Fahrzeug der Deutschen Werke Kiel und entstand 1929. Er war als Versuchsfahrzeug mit einem benzinelektrischen Antrieb entwickelt worden und verkehrte bis 1945 auf der Kleinbahn Freienwalde–Zehden (KFZ).
Er gelangte mit anderen Fahrzeugen des Landesverkehrsamtes Brandenburg (LVA) mit einem sogenannten Flüchtlingszug nach Westdeutschland und war danach bei der Südstormarnschen Kreisbahn und der Tecklenburger Nordbahn im Betrieb. 1963 wurde er ausgemustert und später verschrottet.

## Geschichte

### KFZ MT5
Die Kleinbahn Freienwalde–Zehden des LVA Brandenburg hatte in den 1930er Jahren den Ruf, einen modernen Fuhrpark zu besitzen. Die damalige Leitung der LVA Brandenburg stand allen technischen Neuerungen sehr aufgeschlossen gegenüber. So wurde 1929 mit dem MT 5 ein Fahrzeug in Dienst gestellt wurde, dessen Antriebsart noch nicht hinlänglich erprobt worden war.
Der Triebwagen war bei der 17 km langen Kleinbahn für den Nebenbahnbetrieb etwas zu groß geraten. Mit 38 Tonnen war er für die Strecke mit leichtem Oberbau und 8,5 t Achslast nicht geeignet. Die Betriebskosten für das Fahrzeug lagen etwas über den Betriebseinnahmen. Der KFZ MT5 war neben dem Einsatz im Alltagsbetrieb Erprobungsfahrzeug für den ursprünglichen benzinelektrischen Antrieb. Mit ihm wurden Vorführfahrten durchgeführt, wofür die Strecke geeignet war.
Der Wagen wurde 1935 wieder außer Betrieb gesetzt und durch den MT 401 ersetzt. Andere Quellen sprechen von einem Einsatz des Triebwagens bei der Kreisbahn Fürstenwalde–Beeskow zwischen 1935 und 1937. Der MT5 wurde bis 1938 auf dieselelektrischen Antrieb umgebaut.
In den letzten Kriegswochen organisierte der Oberste Betriebsleiter der LVA Brandenburg, Landesbaurat Borchardt, einen Zug, dem außer dem MT5, der MT 401, ein Triebwagen der Oderbruchbahn und weitere neuwertige Fahrzeuge angehörten. Mit diesem Zug flüchteten zahlreiche Eisenbahnerfamilien nach Westdeutschland, was die Zerstörung oder Beutenahme der Fahrzeuge verhinderte.

### SK MT 5, TN VT 7
Von 1945 bis 1952 erfolgte ein Einsatz bei der Südstormarnschen Kreisbahn und ab 1952 bei der Tecklenburger Nordbahn. 1963 wurde der Triebwagen ausgemustert.

## Konstruktive Merkmale
Der Triebwagen war eine Gemeinschaftsproduktion von Deutsche Werke und AEG, mit dem vermutlich die damals noch nicht ausgereiften mechanischen Getriebe erprobt werden sollten.
Der Wagenkasten hatte einen kleineren Fahrgastraum mit lediglich sieben Fenstern. Dazu waren auf jeder Seite vier Einstiegstüren vorhanden, dazwischen gab es einen zusätzlichen Gepäckraum. Das Untergestell trug das Kastengerippe, das mit zwei Millimeter starken Blechen verkleidet war. Sämtliche Blechverbindungen waren genietet. Die Innengestaltung wurde mit Sperrholz ausgeführt, ebenso die Innenhaut des Daches. Das Fahrzeug führte die 3. Wagenklasse, unterteilt in Raucher- und Nichtraucherabteil.
Die benzol-elektrische Maschinenanlage war in einem Maschinentragrahmen gelagert, der in den Pfannen des Drehgestellrahmens saß. Dadurch konnte eine einseitige Belastung eines Drehgestelles vermieden werden, und es ergab sich eine günstige Belastung der inneren Antriebsachsen. Die gesamte Antriebsanlage war nach dem Anheben des Wagenkastens frei zugänglich, was die Instandhaltung erleichterte. Im Auslieferungszustand wurden das Fahrzeug von einem wassergekühlten Sechszylinder-Viertakt-Ottomotor der DWK angetrieben. Er ragte teilweise in den Fahrgastraum hinein und wurde durch eine Sitzbank abgedeckt. Dieser Motor gab sein Drehmoment an ein direkt verbundenen Generator für 550 V bei einer Umdrehungszahl von 1000/min weiter, der den Strom für die beiden Fahrmotoren lieferte, die die äußeren Achsen der Drehgestelle antrieben. Die Stundenleistung eines jeden Bahnmotors betrug 568,5 kW bei 55 V, 137 A und 635 Umdrehungen pro Minute.
Bei den späteren Umbauten wurde der Ottomotor gegen einen Dieselmotor getauscht. In 30 Jahren Einsatzzeit bewährte sich der Triebwagen.